# レンヌ駅
レンヌ駅（フランス語: Gare de Rennes、ブルトン語: Ti-gar Roazhon）は、フランスのブルターニュ地域圏レンヌにあるフランス国鉄（SNCF）の鉄道駅。市の中心部に位置する。フランス南部最大の鉄道駅である。

## 概要
1日あたり54本のTGVと180本のTERが発着し、18,000人の旅客が利用している。
1857年に開業。1992年には建築家T・ル・ベールによるTGV乗り入れに備えた駅施設の改装が完成し、地下鉄やバスとの接続が改善されている。
駅はレンヌ中心部の南側に位置し、今日では大規模な再開発が進んでいる。